# Кавказька кампанія Гнея Помпея
Кавказька кампанія Гнея Помпея — похід, здійснений полководцем Гнеем Помпеем Великим у 65 році до н. е. в Кавказьку Албанію. Ця кампанія була частиною Третьої Мітрідатової війни, коли командування римською армією на Сході перейшло до полководця Гнея Помпея. В результаті походів Помпея Албанія визнала свою залежність від Риму.

## Передумови
Римський генерал Лукулл керував східною кампанією з 73 р. до 67 р. до н. е., але після заколоту у своїй армії він відступив до Галатії в Малій Азії. У 66 р. до н. е. римський сенат надав право командування війною проти Мітрідата Гнею Помпею. Того ж року Помпей фактично переміг Мітрідата в битві при Лікусі, а король втік через Колхіду до Боспорського царства на північ від Чорного моря. Загін для переслідування був відправлений за ним, вони йшли за ним аж до Колхіди, але втратили слід. Помпей тим часом готувався до просування у Вірменію проти свого другого ворога Тиграна II Великого царя Вірменської імперії. Коли він переміг Тиграна, йому було дозволено зберегти Вірменію, але не ті землі, які він завоював (частини Каппадокії, Кілікії, Сирії, Фінікії та Софена). Помпей залишив Вірменію під військовим наглядом Афранія, він направив Габінія на південний схід у напрямку Месопотамії, сам він повів основну армію на північ (у долину річки Кірн) до Королівства Албанії.

## Перший похід Помпея

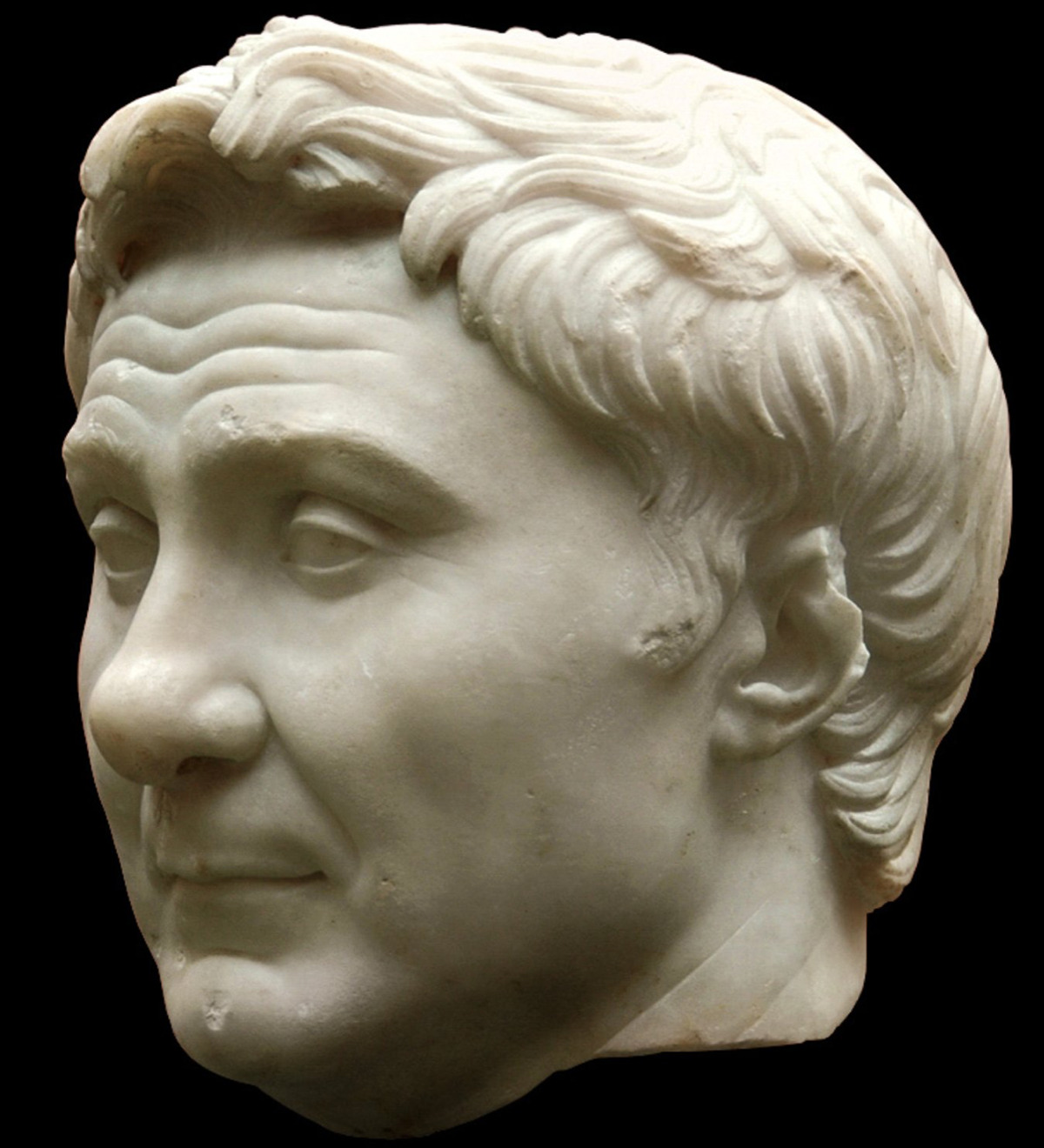
Гней Помпей Великий

Йдучи з Арташата на північ, Помпей, за повідомленнями Діона Кассія, з'являється «в області Анахіти біля берегів Кури». За словами Тревер, «Областю Анахіти», що означало «храмову землю», якою керують жерці, в цьому випадку може бути якась храмова земля або в районі стародавнього Халхала (близько нинішнього міста Газах в Азербайджані), або в східній частині суміжної з Албанією і Іберією області Вірменії Гогарену. За припущенням Сурена Еремян, це може бути родюча Борчалінска низовина з прекрасним кліматом. Таким чином, Помпей поставив на мету захистити свій тил спочатку від албанців, а потім — від іберів.. Дійшовши до Кури, Помпей розділив своє військо на три частини і на зимову стоянку вони були розташовані в трьох пунктах. За словами Тревер, Помпей міг так вчинити через побоювання нападу з боку Албанії, але більш імовірно, що причина була у труднощах добувати фураж для великого війська в одному пункті. Незважаючи на те, що найбільш близький за часом до згаданих подій Тіт Лівій повідомляє, що албани не хотіли пропустити Помпея, Плутарх який писав через сто років після Тіта Лівія відзначає, що албани нібито «спочатку погодилися на прохання Помпея пропустити його через свої кордони». Тревер вважає, що Плутарху потрібно було пояснити напад Албанії на римлян не самозахистом, а зрадою, «щоб згладити враження від спроби римлян підступно з тилу напасти на іберів». Якщо ж албанці, за словами Тревер, все ж погодилися, як пише Плутарх, пропустити римлян, то напад з їх боку не можна пояснювати підступністю, так як вони погоджувалися «пропустити» військо, а не годувати його і піддаватися пограбування і насильства під час зими.. За словами Плутарха, албанці напали на римлян під час святкування сатурналії, але Помпей розбив їх, а потім, уклавши з ними союз, попрямував проти іберів, які теж зазнали сильної поразки. Кассій Діон повідомляє про події на Курі більш детально. За його словами, Помпей розбив своє військо на три частини, якими командували Мстелла Келера, Лукія Флакка і сам Помпей, розставивши їх на відстані один від одного. Цар албанець Оройс ухвалив рішення одночасно напасти на всі три римські загони, «щоб вони, в разі одночасного на них нападу, не могли поспішити один одному на допомогу». За словами Касія Діона, причинами, які змусили Оройса піти на такий крок було те, що в загоні Метелла Келера як полонений знаходився його друг Тигран Молодший, якому Оройс хотів допомогти, і що Оройс побоювався нападу римлян на територію Албанії. За словами Мартіна Дреєра, напад Оройса на римлян слід розцінити як запобіжну міру. Загін, який напав на Метелла Келера очолював сам Оройс, а іншим частинам албанського війська він доручив захопити зненацька Помпея і Лукія Флакка. Плутарх повідомляє, що військо Албанії складалося з 40 тисяч чоловік, а скільки воїнів було у Помпея, невідомо. Саме ж напад на римські легіони, за повідомленнями Кассія Діонія і Плутарха відбулося 17 грудня, в дні сатурналій, щорічного свята у римлян, який відзначався рівно тиждень. Але албанські війська зазнали поразки і, як пише Кассій Діон, «ні в одному місці нічого не вийшло». Келер перекинув Оройса сильним ударом, а Лукія Флакк застосував військову хитрість: він наказав свої загонам викопати всередині табору рів менших розмірів, оскільки довгий рів при всій його довжині він був не в силах захистити. Удаваною втечею Флакку вдалося заманити албанців всередину зовнішнього рову і там розбити. Сама битва тривали більше одного дня, про що свідчить те, що Лукій Флакк при наближенні ворога встиг викопати внутрішній рів. Сам Помпей же був готовий до нападу албанців і, як повідомляє Плутарх, спостерігав за їх переходом через Куру і не перешкоджав цьому, а потім вже завдав їм поразки. Те, що римляни очікували нападу, на думку Дреєр, більше пов'язано з тим, що Помпей розраховував на цей напад противника, ніж з тим, що у римлян була добре налагоджена система передачі інформації. Згідно Касію Діону, Помпей, дізнавшись про напад на Келера і Флакка, відразу пішов назустріч албанцям, і, дійшовши до Кури, зачекав поки албанський загін перейде річку, і потім розбив його. Після цього Помпей поспішив на допомогу Келеру, однак захопити Оройса, який напав на нього Помпею не вдалося, оскільки дізнавшись про поразку інших албанських загонів, і будучи кинутим Келером, Оройс спішно перейшов через Куру. Проте на переправі Помпей наздогнав ар'єргарди албанців і багатьох з них тут перебив. Побоюючись вторгнення римлян на територію Албанії, Оройс, як пише Плутарх, направив до Помпею послів, просячи про мир чи перемир'я. Незважаючи на те, що Помпею, за словами історика, сильно хотілося помститися албанцям за вторгненням в їх країну, зважаючи на зимовий період він змушений був «пробачити» албанцям і відкласти військові дії. Помпей уклав з албанцями договір, після чого виступив проти іберів, яким в покарання за допомогу Мітрідату завдав тяжкої поразки і вийшов до Колхіди. Але Мітрідат вже встиг втекти на Боспор і Помпею наздогнати його не вдалося, згодом він припинив переслідування. До цього часу до Помпея дійшли новини про те, що албанці підняли повстання.

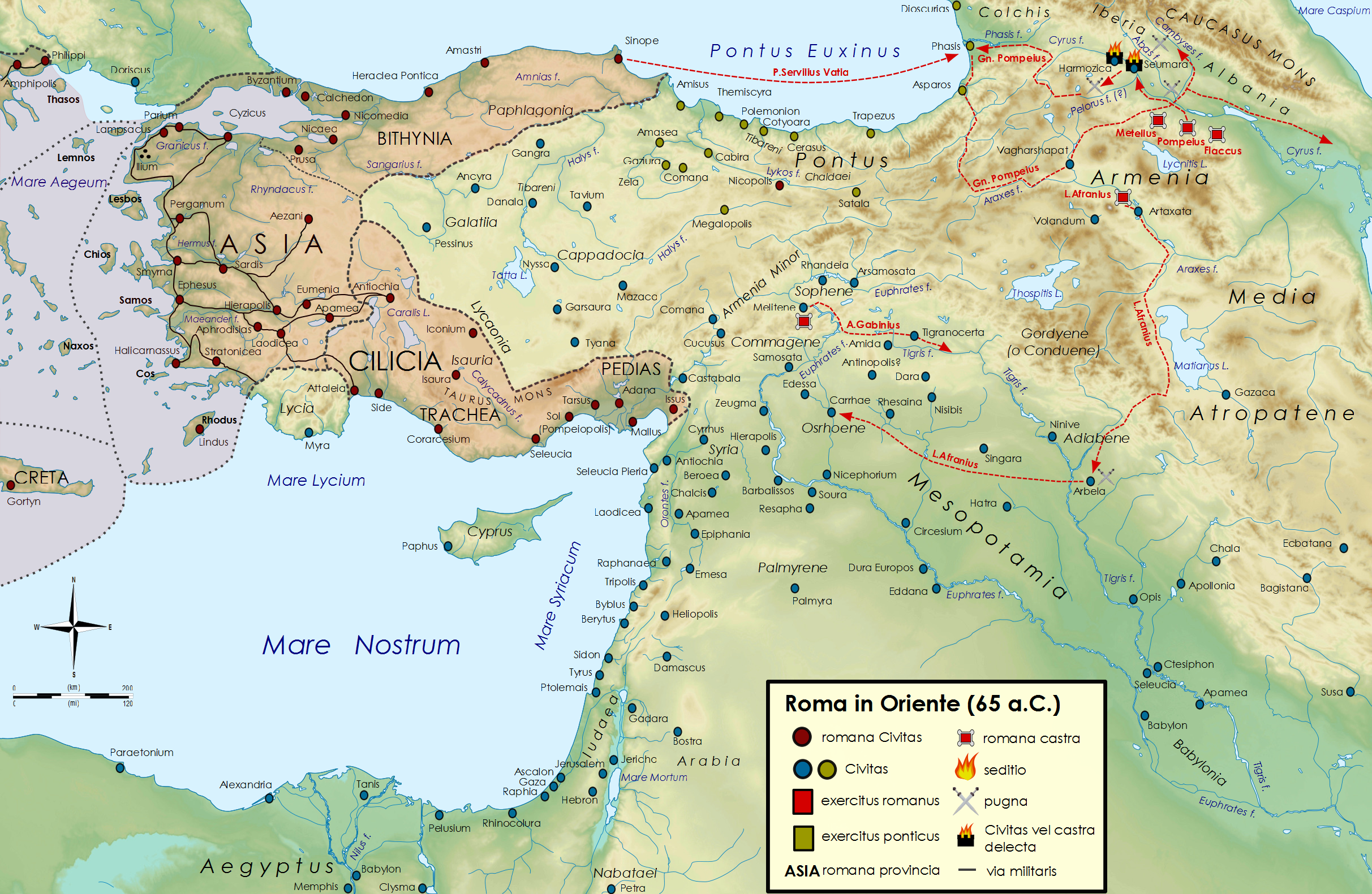
Кампанія Помпея на Сході 65 р. до н. е.

## Другий похід Помпея
Касія Діон докладно описує другий похід Помпея проти Албанії. На цей раз Помпей також попрямував в Албанію не коротким шляхом, яким він дійшов до Колхіди (через Іберію), а через Вірменію. Згідно Діону, Помпей обрав такий маршрут, щоб захопити албанців зненацька, «не очікують цього після перемир'я». Згідно Манандяну, війська Помпея через Хоспію дійшли до станції Ganlita, що знаходиться в 10-12 кілометрах на північний захід від нинішнього міста Гюмрі у Вірменії, потім пройшовши через територію нинішнього Спітака і ущелини Ванадзора, попрямували в Деліжанську ущелину уздовж річки Акстафа до річки Курі — кордону Вірменії та Албанії. В долину ж річки Кури римські війська, за словами Манандян, вийшли недалеко від нинішніх Газах і Агстафа. Як зазначає Еремян, з Колхіди Помпей пройшов через Зекарський перевал, біля якого, за Страбоном, було розташоване добре укріплене «Фріксове місто» Ідіесса. Тревер вважає, що можливо були й інші причини чому Помпей вибрав такий маршрут: Помпей з Колхіди планував повернутися в Понт і що десь в районі Ganlita йому повідомили про повстання албанців, у зв'язку з чим він різко повернув на схід, на Діліжан і до Агстафа, або ж Помпей не хотів з військом знову з'являтися на території Іберії, якій недавно завдав кілька тяжких поразок і взяв в заручники синів царя Артока. Брат Оройса спробував перемогти Помпея і захопити його війська в пустелю, однак добре навчені римські легіонери розбили албанські війська, незважаючи на те, що серед албанців відважно билися не тільки чоловіки, але і жінки. В результаті цар Албанії визнав свою залежність від Риму. Помпей же став першим римським воєначальником, який був зі своїми легіонами на територію народів Албанії.